# Praxias (escultor)
Praxias (en griego antiguo Πραξίας) fue un escultor ateniense de la época de Fidias, pero cuyo estilo era el de la escuela arcaica de Cálamis. 
Esculpió varias estatuas para el templo de Apolo en Delfos. Murió sin haber concluido sus esculturas en dicho templo, que completó otro artista llamado  Andróstenes, ateniense, discípulo de Eucadmo. Vivió en el tiempo de la Olimpiada 83, es decir hacia el 488 a. C. Su maestro fue Calamis (fl. ca. 467488 a. C.).
Pausanias describe sus esculturas brevemente, indicando que hizo una escultura doble de Artemisa y Leto, otra de Apolo y las musas, y una estatua de Dioniso con las Tíades. 